# Häxprocessen i Gävle

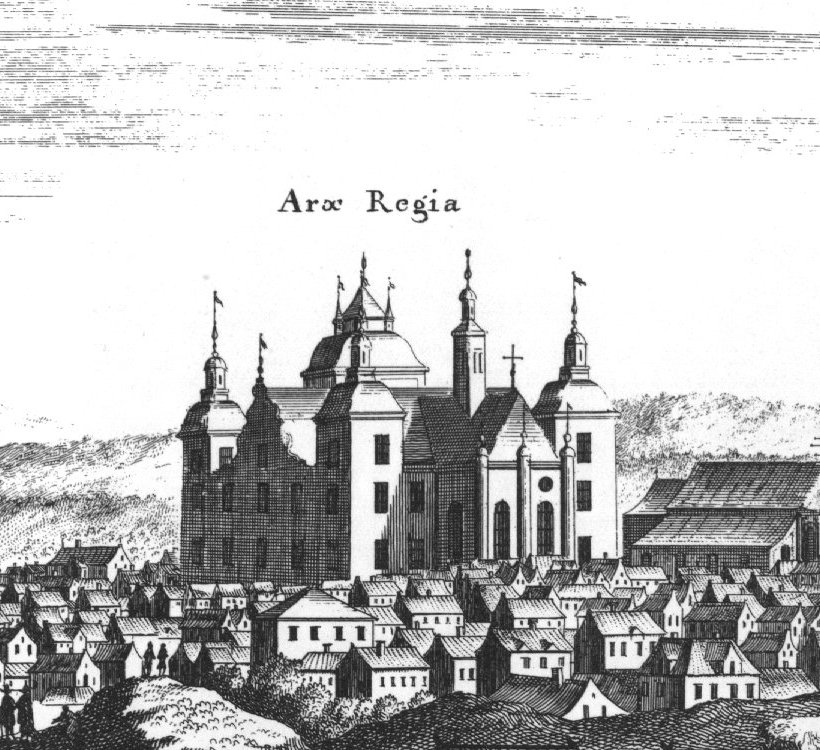
Gamla Gävle slott.

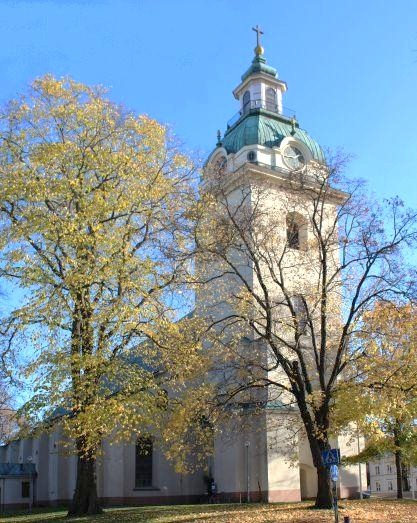
Heliga Trefaldighets kyrka, Gävle

Häxprocessen i Gävle var en häxprocess som ägde rum i Gävle i Sverige under det stora oväsendet år 1675. Den resulterade i 21 dödsdomar och nitton avrättningar; först fem avrättningar 6 mars, och därefter ytterligare fjorton. Det var den fjärde största häxprocessen under det stora oväsendet räknat efter antalet avrättningar; efter Torsåker, Härnösand-Säbrå och Mora.  
Häxprocessen i Gävle är känd för att ha inkluderat det berömda fallet mot Katarina Bure, och för att vara den process där modern till den berömda Gävlepojken avrättades, vilket ledde till att han fick flytta till Stockholm, och där gav upphov till häxprocessen i Katarina.

## Bakgrund
Trolldomskommissionen kom till Gävle i februari 1675 för att hantera traktens eventuella trolldomsmål. 
Vittnen uppgav att Gävles kyrkoherde Petrus Fontelius slutat läsa häxbönen år 1673, och inte börjat igen förrän kommissionen kom till staden; att han ansåg häxeri vara fantasier, och sagt till föräldrarna att ge barnen en avbasning om de talade om Blåkulla.
Fontelius befann sig i en fejd med borgmästare Carl Falck. Bakgrunden var att Fontelius 1673 i kyrkan hade givit en bättre bänkplats i kyrkan åt Falcks ärkefiende rådman Johan Anderssons hustru. Falck hade därefter börjat sprida ut rykten i Gävle om att Fontelius hustru Katarina Bure förde barn till Blåkulla. Häxkommissionen ställde sig efter vittnesmålen på Falcks sida mot Fontelius.

## Åtalade
Sju kvinnor ställdes inför rätta under den första häxprocessen i Gävle: Katarina Bure, Brita Lorents Guldsmed, Brita Canons, Lisbeth Erik Pederssons, Kierstin Håkan Vacktkneckts, Anna Snifs, Anna Måns Ivarssons och ytterligare en kvinna. De anklagades för att ha fört barn till Blåkulla och för att ha skrapat guld från kyrkklockor på väg till Satan. Fem dömdes mot sitt nekande som skyldiga till att halshuggas och brännas på bål, en med erkännande till enbart halshuggning, och två till spöstraff. 
Tjugo barn, med borgmästarens son Håkan Falck i spetsen, anklagade Fontelius hustru Katarina Bure för häxeri. Hon frigavs ur arresten på hedersord om att kvarbli i staden. Den 3 mars 1675 flydde istället familjen Fontelius till Uppsala. Samma dag dömdes de övriga fem kvinnor som hade åtalats för trolldom i Gävle. 
Brita Lorents Guldsmed anklagades av 19 barn. Främst Brita Wälgifts, som blivit så svårt misshandlad att hon blivit sängliggande. Hon uppgav att hon blivit misshandlad av Guldsmed i Blåkulla. Falck och mäster Uhno Johansson vittnade att en häxa, Glasmärit, hade bott på Guldsmeds föräldrars gård och kanske lärt henne trolldom. Johansson uppgav att Guldsmed 26 år tidigare haft ett förhållande med en pipare från Helsinge regemente, som kunde gå genom väggar genom magi och hade besökt henne medan han satt i fängelse i Gävle för dråp. Hon torterades med handklovar men vägrade bekänna. 
Anna Peder Ericssons Snifs anklagades av Brita Erik Lars i Hämblinge by för att ha bortfört hennes nyligen avlidna dotter Ingri, som ska ha dött på grund av den misshandel hon fått av Snifs i Blåkulla. Hon låtsades gråta då hon nekade, vilket misstänkliggjorde henne. Den 12 februari erkände hon med äkta tårar. Hon bekände att Satan sedan 1673 brukade besöka henne i gestalt av en förmögen man och betala henne för sex med dukater som förvandlades till blod.  
Lisbeth Erik Pederssons var sedan 1673 ryktad för trolldom och barnaförande och dömdes mot nekande. 
Kierstin Håkan Vacktkneckts svärmor, som bodde på Gävle slott och var en nykomling från norr, var okänd i staden. Hon anklagades av sin dotterdotter.

## Domslut
Den 3 mars 1675 dömdes fem av de sex anklagade till döden och två till mildare straff. 
Brita Lorents Guldsmed dömdes till döden utan att ha erkänt. 
Anna Snifs dömdes till döden efter att ha avgett en frivillig bekännelse. På grund av sin ånger slapp hon brännas efter halshuggningen och fick begravas på kyrkogården.
Hustru Lisbeth Erik Pederssons dömdes till döden för trolldom och barnaförande trots att presidenten i undersökningskommissionen, Johan Axehjelm först hade velat benåda henne från dödstraff.
Kierstin Håkan Vacktkneckts svärmoder, 78 år, anklagades av bland andra sin egen dotterdotter.
Brita Canons dömdes förutom för barnaförande för att ha fört säd till Satan och bränt det och för att ha trollat dåligt väder, och dömdes:
»ehuru hon obotfärdigt i stadigt nekande framhärdar, likväl blifvit öfvertygad hafva fört barn, haft förbund med djävulen, fört säd till Blåkulla, som där till Frälsaren Jesu Christi försmädelse blifvit uppbränd, samt dessutom med den ondes hjälp turberat elementerna och människor till skada hårdt väder gjort, dömdes att halshuggas och å båle brännas».
Brita Canons syster, Anna Måns Ivarssons, bekände att hon under sin systers inflytande gjort sig skyldig till samma saker, men dömdes på grund av sin ungdom endast till 60 slag för rådstugodörren och 3 söndagars kyrkoplikt. 
Den sista åtalade ansågs ha blivit förledd av andra och dömdes till spöstraff för sin ungdoms skull.

## Avrättning
Den 6 mars 1675 avrättades de dömda i Gävle. Pojken Olle Hendrik Peders på Islandet sade sig ha sett svarta korpar omge häxorna på rättarplatsen, som förde bort deras själar efteråt. 
Flickan Anna Johansdotter uppgav, att en svart örn föde bort hela Canons kropp och bara lämnade en stock at halshuggas: "när Canons Brita skulle lägga sig på stupestocken för att afhuggas, kom såsom en stor svart örn flygande och tog henne hel och hållen bort, läggandes en stock i stället att afhuggas», men att de andra två häxornas själar fördes bort av en vit ängel. 
Detta bekräftades av Kierstin Hendrik Peders. Johansdotter sade att de andra som avrättades dock fördes bort av vita duvor, och Kierstin höll med när det gällde Lisbet. Kierstin Hendrik Peders hävdade att en vit duva hämtade Gubb-Lisbets själ.

## Fortsatt häxprocess
Den 9 mars dömdes Katarina Bure till döden i sin frånvaro i Gävle. Hon sattes i arresten på Örebro slott, men återvände inte till Gävle för att ställas inför rätta, eftersom hennes make utverkade att överföra hennes fall till trolldomskommissionen i Stockholm istället. 
Häxprocessen i Gävle fortsatte även efter de första avrättningarna. Ytterligare tretton kvinnor avrättades senare samma år. Änkan Catharina Nilsdotter Grijs dömdes 20 april 1675 till döden för äktenskapsbrott och trolldom. Hon var mor till den berömde visgossen Johan "Gävlepojken" Johansson.

## Upplösning
I augusti 1676, i samband med upplösningen av häxprocessen i Katarina i Stockholm, frikändes Katarina Bure formellt tillsammans med de som då fortfarande satt fängslade för trolldom i Stockholm. 

## De avrättade
1. Brita Guldsmeds, Guldsmeds Brita, Gullsmeds Brita eller Brita Lorents Guldsmeds, avrättad 6 mars
2. Brita Canons eller Brita Hans Johanssons, avrättad 6 mars
3. Anna Israelsdotter Snifs, även kallad Anna Peder Ericssons Snifs, avrättad 6 mars
4. (Elisabeth) Lisbeth Erik Pederssons eller Gubb-Lisbeth, avrättad 6 mars
5. Kierstin Håkan Vacktkneckt eller Kirstin, Håkan Vacktkneckts svärmor, avrättad 6 mars
6. Catharina Nilsdotter Grijs, dömd 20 april [3]
7. Carin Pehrsdotter, dömd 12 maj
8. ytterligare 11 kvinnor